# Championnats d'Europe juniors de natation 2017
Navigation
Édition précédente Édition suivante
Les Championnats d'Europe juniors de natation 2017 se déroulent du 9 au 13 juillet 2017 à Netanya en Israël.